# Buixol
El buixol, pasqüeta, rosella borda o rosella silvestre (Anemonoides nemorosa, sinònim Anemone nemorosa),és una espècie de planta dins del gènere Anemonoides que és nadiua d'Europa, incloent Catalunya i el País Valencià (només a l'Alcalatén).
Addicionalment pot rebre els noms d'anemone, buixol blanc, escabellada, flor de Divendres Sant, rosella boscana, rosella de bosc i sílvia. També s'han recollit les variants lingüístiques anèmona, cuixol i nèmora.

## Descripció
És una planta herbàcia perenne, amb rizoma, que fa de 5 a 15 cm d'alt. Floreix de febrer a maig, poc després d'emergir-ne les fulles, les quals estan dividides en tres segments. Les fulles cauen durant l'estiu. Les flors, d'uns 2 cm de diàmetre, són solitàries, amb 5-8 tèpals, blanques o més o menys rosa. Els fruits són núcules pubescents. És una planta verinosa que conté protoanemonina, que és tòxica.

## Cultiu
Anemone nemorosa és una planta ornamental usada en jardins i parcs. Se n'han seleccionat molts cultivars com Anemone nemorosa Allenii, que té les flors blaves i més grosses.

## Galeria

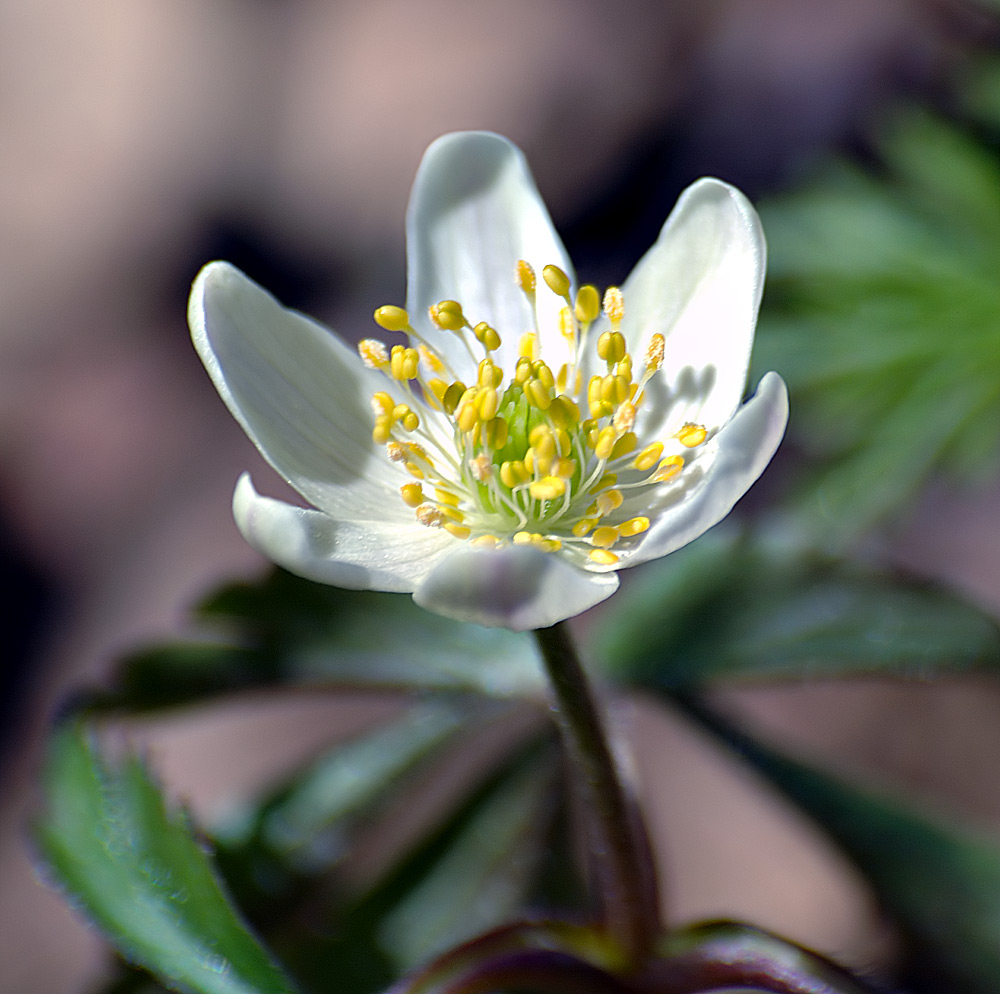
Anemone nemorosa
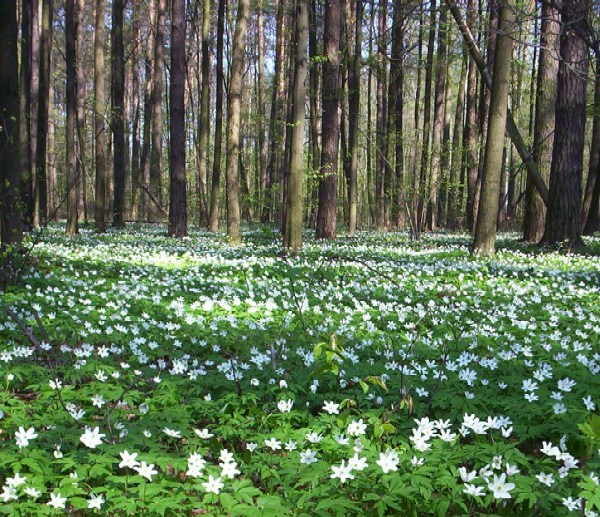
Colònies de buixols
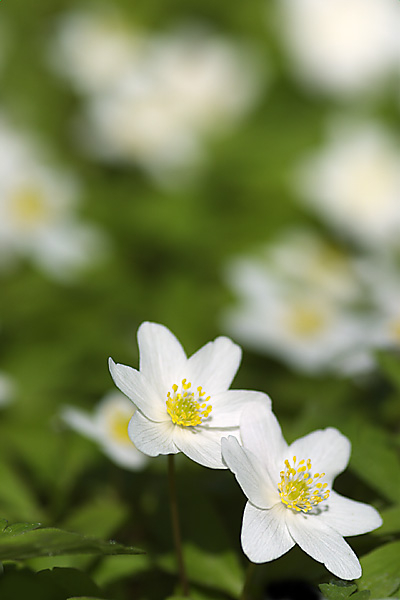
Anemone nemorosa florida
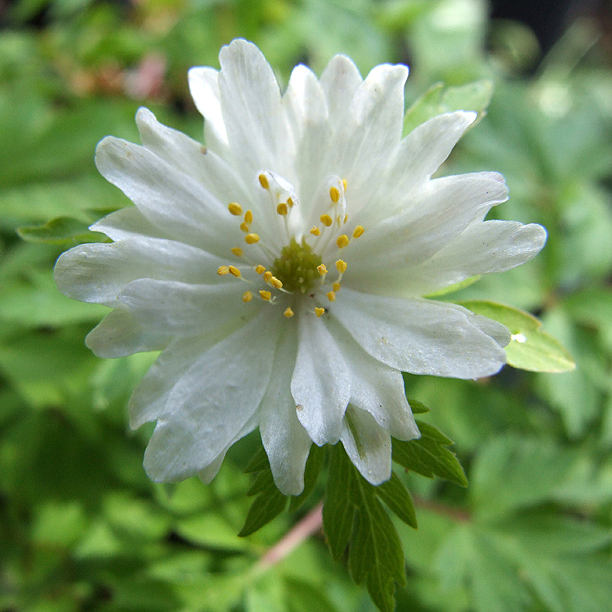
Cultivar de flor doble
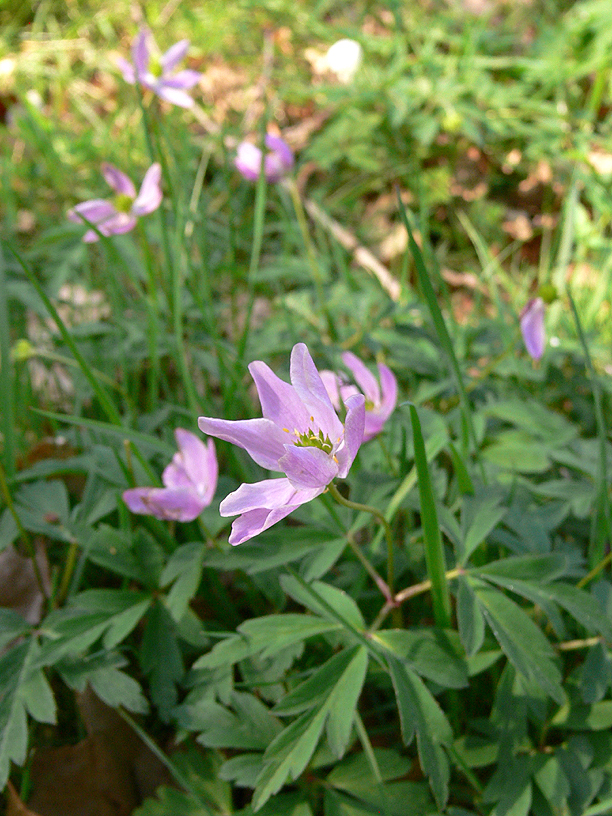
Planta rosa al Regne Unit
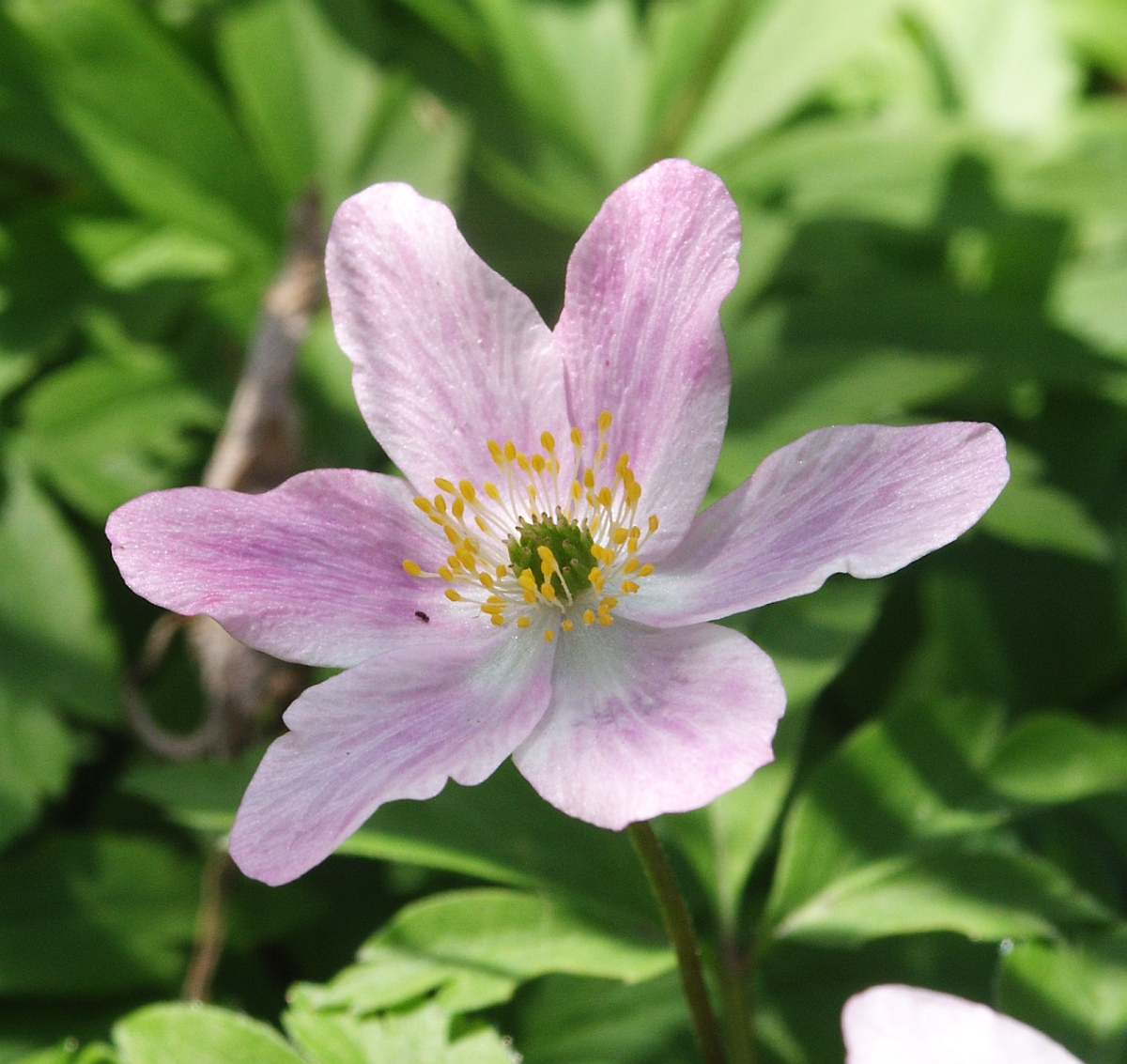
Planta rosa a Alemanya
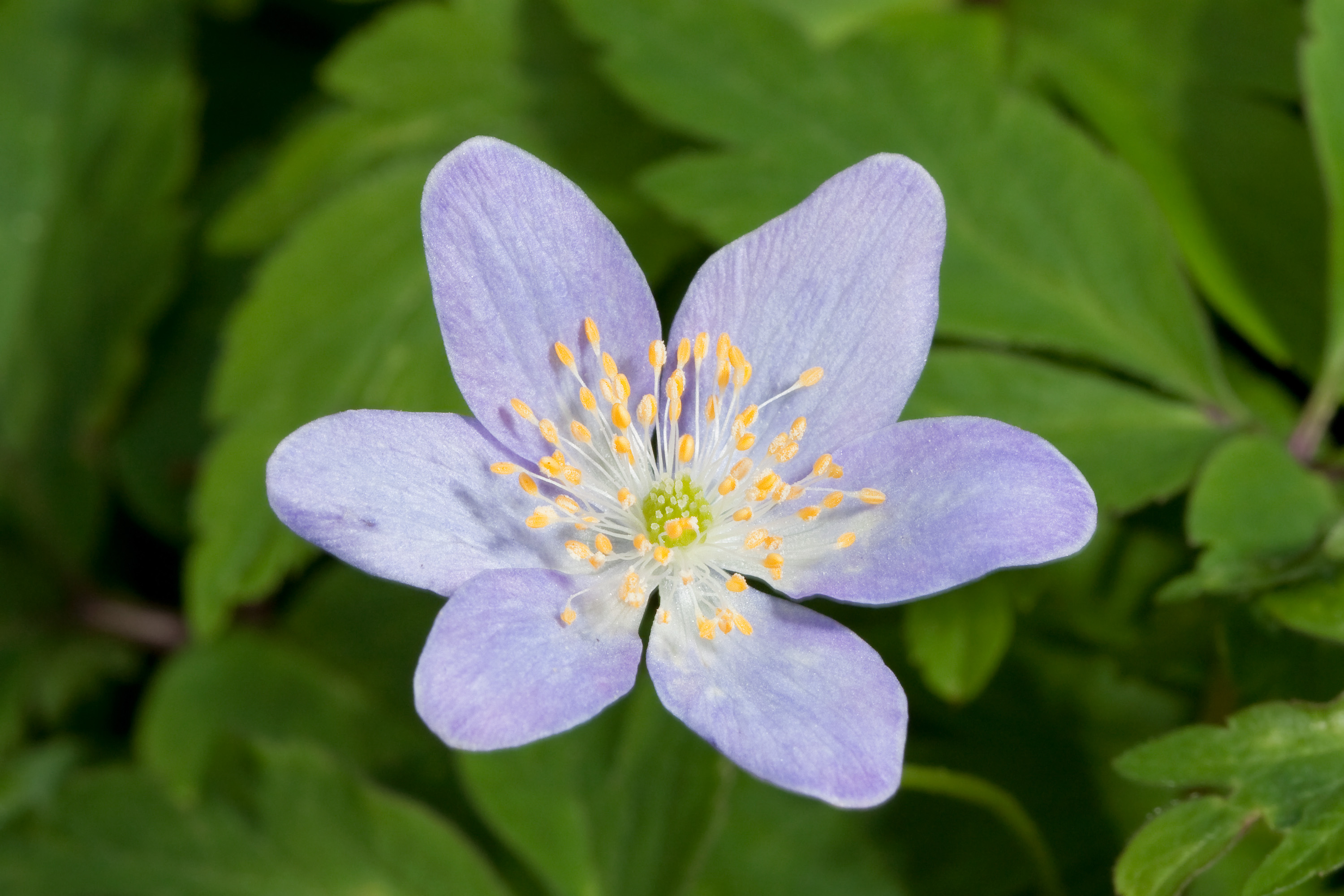
A Nashville
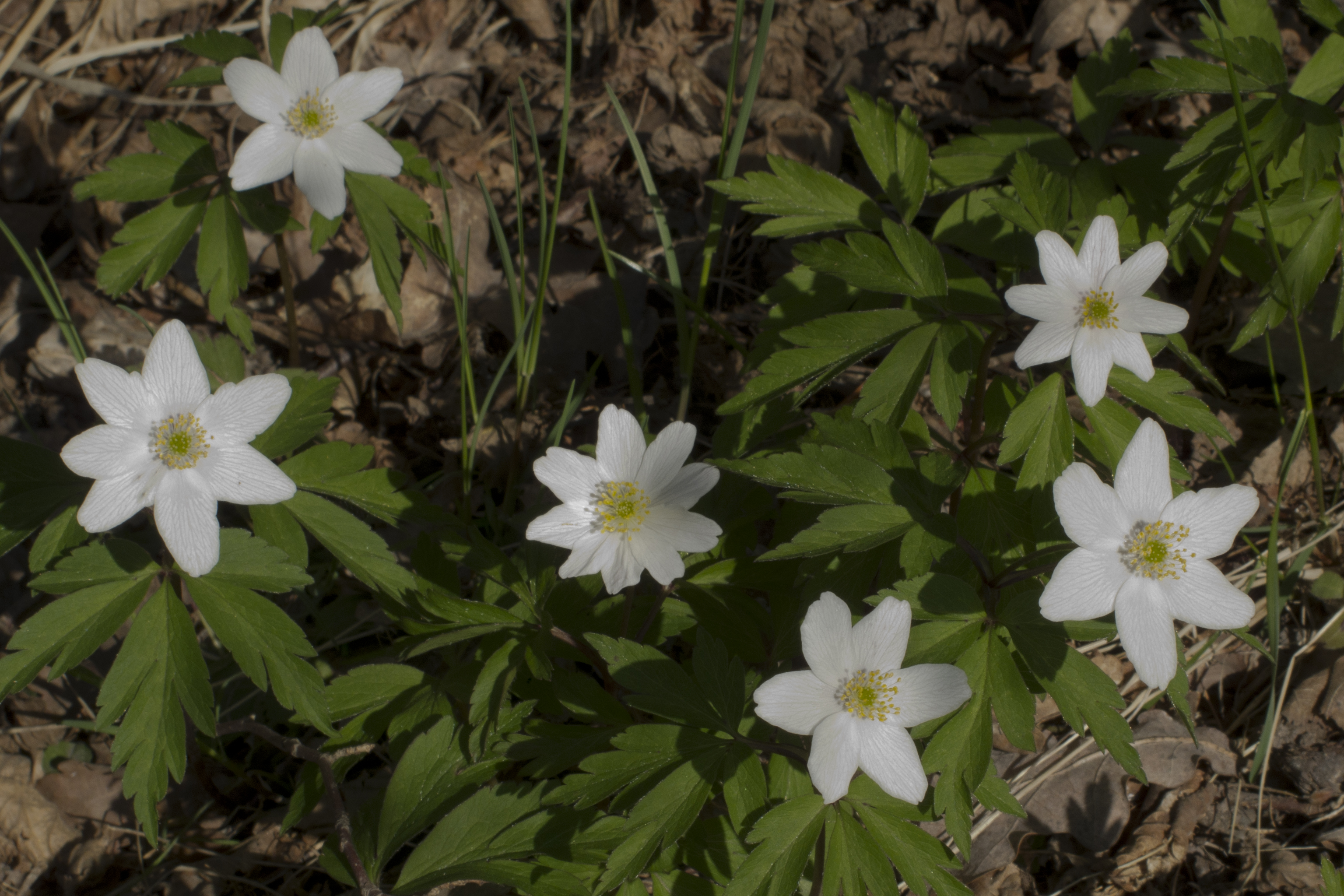
A Suècia
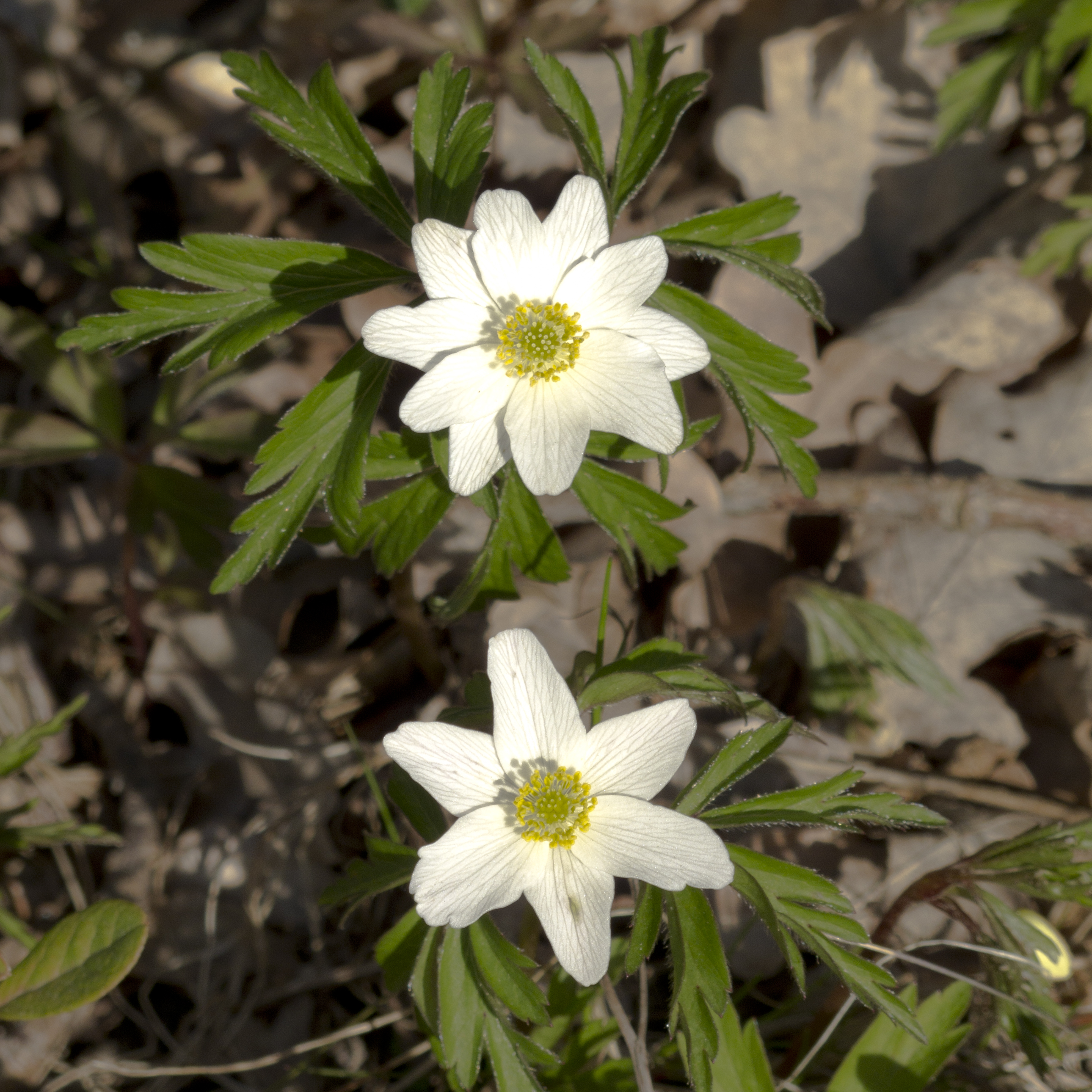
A Suècia